# Polygonum maritimum
Polygonum maritimum är en slideväxtart som beskrevs av Carl von Linné. Polygonum maritimum ingår i släktet trampörter, och familjen slideväxter. Inga underarter finns listade i Catalogue of Life.
Blomman är vit eller skär.